# Casi ángeles
Casi ángeles es una telenovela argentina creada por Cris Morena y emitida por Telefe desde el 21 de marzo de 2007 hasta el 29 de noviembre de 2010, con un total de 579 capítulos divididos en cuatro temporadas. Contó con el protagónico de Nicolás Vázquez, Emilia Attias, Mariano Torre y los Teen Angels: Peter Lanzani, Lali Espósito, China Suárez, Nicolás Riera y Gastón Dalmau, a lo largo de sus 4 temporadas. Contó con su versión literaria convertida en best seller en Argentina.
Dio lugar al surgimiento de la banda pop Teen Angels, integrada por Lali Espósito, Peter Lanzani, Nicolás Riera, Gastón Dalmau y Eugenia Suárez. En 2011, Rocío Igarzábal, quien integraba el elenco principal de la telenovela y había participado en varias canciones, reemplazó a Suárez. El grupo editó seis álbumes de estudio y dos en vivo, contando con cuatro temporadas teatrales en el Gran Rex y realizando shows en Israel. 

## Argumento
Casi Ángeles es la historia de un grupo de chicos y jóvenes desamparados, que son explotados y obligados a robar por Bartolomé Bedoya Agüero (Alejo García Pintos) y Justina Merarda García (Julia Calvo). Pero todo cambia cuando entran a sus vidas Cielo (Emilia Attias), acróbata y bailarina, y el Dr. Nicolás Bauer (Nicolás Vázquez), un arqueólogo aventurero. 
Cielo, a través de su música y su amor; y Nicolás, con su protección y sus sueños, les darán a los chicos la posibilidad de volver a creer en la alegría. 
Ambos guardan importantes secretos que, al ser descubiertos, cambiarán sus vidas para siempre.
Todo estará lleno de música, canciones, coreografías y competencias. Pero hay un misterio que envuelve a todos, que los involucra, que tiene que ver con los secretos que esconde el portal oculto en el reloj de la mansión y la vinculación que todos tienen con él. Descubrir ese misterio será el sentido de este viaje.

## Temporadas
| Temporada | Temporada | Episodios | Emisión             | Emisión                 |
| Temporada | Temporada | Episodios | Estreno             | Final                   |
| --------- | --------- | --------- | ------------------- | ----------------------- |
|           | 1         | 166       | 21 de marzo de 2007 | 15 de noviembre de 2007 |
|           | 2         | 160       | 3 de abril de 2008  | 1 de diciembre de 2008  |
|           | 3         | 140       | 20 de abril de 2009 | 3 de diciembre de 2009  |
|           | 4         | 113       | 12 de abril de 2010 | 29 de noviembre de 2010 |

### Primera temporada:La isla de Eudamón(2007)
La historia comienza cuando a la vida de un grupo de chicos huérfanos, explotados por el malvado Bartolomé Bedoya Agüero (Alejo García Pintos) y su ama de llaves Justina (Julia Calvo), llega Cielo Mágico (Emilia Attias), una acróbata de circo, y Nicolás Bauer (Nicolás Vázquez), un arqueólogo obsesionado por encontrar la Isla de Eudamón. Cielo y Nico ayudarán y rescatarán a esos chicos, a su vez que descubren los sombríos secretos que esconde la Mansión Inchausti, vinculados al pasado de Cielo y a Eudamón. En esa mansión, Bartolomé ejerce como director de la Fundación BB, la cual utiliza como fachada para sus temibles planes, que se ven amenazados con la aparición de las herederas, Ángeles y Luz Inchausti (Florencia Cagnasso).

### Segunda temporada:El hombre de las mil caras(2008)
En la segunda temporada, los chicos al no ser sometidos por Bartolomé Bedoya Agüero, pueden tener una vida normal en el ahora Hogar Mágico (ex Fundación BB) dirigido por Nico (Nicolás Vázquez) y Cielo/Ángeles (Emilia Attias), quien al principio se encuentra desaparecida luego de ser absorbida por el reloj de la mansión. Al hogar llegan nuevos chicos y además aparece la Corporación Cruz (CC), liderada por Juan Cruz (Mariano Torre), un ángel caído, una sombra, obsesionado por volver a Eudamón y por Cielo, quien logró al igual que él, llegar a ese otro plano. Juan Cruz, para cumplir su objetivo, junto a Franka Mayerhold (Manuela Pal) y Charly (David Masajnik), intentará quebrar emocionalmente a quienes viven en la mansión y tratará por muchas vías de impedir que Cielo tenga a su hija Paz (Emilia Attias).

### Tercera temporada:El principito(2009)
La tercera temporada incorporó temáticas como el pensamiento lateral y la ecología, que se sumaron y reforzaron ideas implementadas en temporadas anteriores como la libertad de expresión y conciencia social. 
En esta temporada los chicos y Justina viajan al futuro y reaparecen en distintos lugares, 22 años en el futuro, luego de abrir el libro de los 7 candados. A partir de allí, con la ayuda de Paz (Emilia Attias), Hope (Jimena Barón) y Camilo (Mariano Torre), tendrán que descubrir su misión, la cual resulta ser "Salvar a Paz", la hija de Nico y Cielo. Paz es una chica inquieta, desobediente, con espíritu maternal, liberal y protectora, que se enamora de Camilo Estrella, el nuevo director del Mandalay. En esta temporada Juan Cruz al no poder impedir el nacimiento de Paz, tratará de matarla 22 años después, para así poder volver a Eudamón. A todo esto, se sumará el enfrentamiento contra el gobierno dictatorial al mando de la Jefa de Ministros.

### Cuarta temporada:La Resistencia(2010)
Casi Ángeles: «La Resistencia» es la consecuencia de haber salvado a Paz (Emilia Attias). Haber cumplido esa misión significó sucumbir en una gran paradoja temporal, en donde la Jefa de Ministros (Mercedes Funes), quien resultó ser Luz Inchausti, puso en marcha el protocolo «El Principito». A partir de ahí, los chicos no pudieron volver a su tiempo y se dispersaron. Varios fueron capturados por la Corporación de Gobierno, reseteados y llevados a lo que una vez fue el Mandalay, ahora intervenido por Luz y llamado «Colegio NE» (acrónimo de «Nueva Era»). Otros conforman «La Resistencia» y desde allí, harán todo lo posible para cumplir su nueva misión y volver a casa.

## Elenco y personajes
La tira contó con ocho protagonistas a lo largo de sus cuatro temporadas: Nicolás Vázquez, Emilia Attias, Mariano Torre y los Teen angels (Mariana Espósito, Juan Pedro Lanzani, Gastón Dalmau, Nicolás Riera y María Eugenia Suárez).
Las dos primeras temporadas fueron protagonizadas por Nicolás Vázquez y Emilia Attias. Pero para la tercera temporada en el lugar de «el galán» de Emilia, entra Mariano Torre, quien también interpreta al villano Juan Cruz. Para la cuarta temporada Emilia y Mariano deciden no ser más parte del elenco, y los protagonistas pasan a ser los Teen Angels. 
Además, en la primera temporada se contó con el gran villano, Bartolomé Bedoya Agüero (Alejo García Pintos) con la ayuda de Justina Medarda García (Julia Calvo) y Malvina Bedoya Agüero (Gimena Accardi), que en la segunda temporada aportarían un rol más cómico. Para la tercera temporada Malvina Bedoya Agüero (Gimena Accardi), dejó su puesto de "bolida" a su hija Esperanza 'Hope' Bauer (Jimena Barón), que junto a Justina pusieron el punto de humor. En la cuarta temporada Julia Calvo decide dejar la tira solo haciendo apariciones como artista invitada, al igual que Gimena Accardi y Alejo García Pintos.
El programa contó además, con varias participaciones especiales entre las que se distinguen algunos intérpretes como Ricardo Montaner, Axel Kuschevatzky y Axel. También participó de la tercera temporada, como contrapartida de Cielo Mágico/Paz Bauer (Emilia Attias), la actriz Romina Yan, interpretando a Ariel.

### Reparto
| Interpretado por      | Personaje                           | Temporada    | Temporada    | Temporada    | Temporada    | Temporada |
| Interpretado por      | Personaje                           | 1            | 2            | 3            | 4            |           |
| --------------------- | ----------------------------------- | ------------ | ------------ | ------------ | ------------ | --------- |
| Nicolás Vázquez       | Nicolás Andrés "Nico" Bauer         | Protagonista | Protagonista |              | Invitado     |           |
| Emilia Attias         | Ángeles Inchausti / Cielo Mágico    | Protagonista | Protagonista | Invitada     | Invitada     |           |
| Emilia Attias         | Paz Bauer                           |              |              | Protagonista | Invitada     |           |
| Mariano Torre         | Camilo Estrella                     |              |              | Protagonista |              |           |
| Mariano Torre         | Juan Cruz York †                    |              | Antagonista  | Antagonista  |              |           |
| Mariano Torre         | Serafín                             |              | Recurrente   |              |              |           |
| Peter Lanzani         | Thiago Bedoya Agüero                | Principal    | Principal    | Principal    | Protagonista |           |
| Lali Espósito         | Marianella "Mar" Talarico Rinaldi   | Principal    | Principal    | Principal    | Protagonista |           |
| China Suárez          | Jazmín Romero                       | Principal    | Principal    | Principal    | Protagonista |           |
| Gastón Dalmau         | Ramiro "Rama" Ordóñez               | Principal    | Principal    | Principal    | Protagonista |           |
| Nicolás Riera         | Juan "Tacho" Morales                | Principal    | Principal    | Principal    | Protagonista |           |
| Julia Calvo           | Justina "Tina" Merarda García       | Antagonista  | Principal    | Principal    | Invitada     |           |
| Julia Calvo           | Felicitas "Feli" Merarda García     | Principal    | Principal    |              |              |           |
| Gimena Accardi        | Malvina Bedoya Agüero               | Principal    | Principal    |              | Invitada     |           |
| Stéfano De Gregorio   | León "Lleca" Benítez                | Principal    | Principal    | Principal    | Principal    |           |
| Agustín Sierra        | Ignacio "Nacho" Pérez Alzamendi     | Antagonista  | Principal    | Principal    | Principal    |           |
| Agustín Sierra        | Ignacio "Nerdito" Pérez Alzamendi   |              |              | Secundario   | Invitado     |           |
| Candela Vetrano       | Estefanía "Tefi" Elordi Rinaldi     | Secundaria   | Principal    | Principal    | Principal    |           |
| Pablo Martínez        | Simón Arrechavaleta                 |              | Principal    | Principal    | Principal    |           |
| Rocío Igarzábal       | Valeria "Vale" Gutiérrez            |              | Principal    | Principal    | Principal    |           |
| Victorio D´Alessandro | Luca Franchini                      |              | Principal    | Principal    | Principal    |           |
| María del Cerro       | Melody Paz                          |              | Principal    | Principal    | Principal    |           |
| Daniela Aita          | Caridad Martina "La Paisa" Cuesta   |              | Principal    | Principal    | Invitada     |           |
| Guadalupe Antón       | Alelí Ordóñez                       | Principal    | Principal    |              | Invitada     |           |
| Tomás Ross            | Cristóbal Bauer                     | Principal    | Principal    |              | Invitado     |           |
| Florencia Cagnasso    | Luz Inchausti                       | Principal    | Principal    | Invitada     | Invitada     |           |
| Nazareno Antón        | Mateo "Monito" Bauer                | Principal    | Principal    |              | Invitado     |           |
| Jimena Barón          | Esperanza "Hope" Bauer              |              |              | Principal    | Principal    |           |
| Benjamín Amadeo       | Teo Gorki                           |              |              | Principal    | Principal    |           |
| Alejo García Pintos   | Bartolomé "Barto" Bedoya Agüero †   | Antagonista  | Invitado     | Invitado     | Invitado     |           |
| Manuela Pal           | Franka Mayerhold †                  |              | Antagonista  | Invitada     | Invitada     | Invitada  |
| David Masajnik        | Charly                              |              | Antagonista  |              |              |           |
| Gerardo Chendo        | Mogli                               | Principal    | Invitado     |              | Invitado     |           |
| Nicolás Pauls         | Salvador Quiroga †                  |              | Principal    |              |              |           |
| Lucas Ferraro         | James Jones/ Marcos Ibarlucía †     | Antagonista  |              |              |              |           |
| Juan Carlos Galván    | Jasper Hantus †                     | Principal    |              |              |              |           |
| Daniela Collini       | Francisca "Kika" Zanata             |              |              | Principal    | Principal    |           |
| Jaime Domínguez       | Jaime Molina                        |              |              | Principal    | Invitado     |           |
| Máximo Reca           | Pedro Vörg                          |              |              | Principal    |              |           |
| Agustina Córdova      | Sol Aguirre                         |              |              | Principal    |              |           |
| Paula Reca            | Luna Vörg                           |              |              | Principal    |              |           |
| Romina Yan            | Ariel †                             |              |              | Principal    |              |           |
| Mercedes Funes        | Luz Inchausti (adulta)              |              |              | Antagonista  | Antagonista  |           |
| Laura Anders          | Dolores                             | Secundaria   |              |              |              |           |
| Alan Soria            | Jerónimo Vanstrante                 |              | Secundario   |              |              |           |
| David Chocarro        | Matt                                |              | Secundario   |              |              |           |
| Maxi Ghione           | Alsina                              |              |              | Secundario   |              |           |
| Lucas Crespi          | Víctor Vörg                         |              |              | Secundario   |              |           |
| Peto Menahem          | Tic-Tac                             |              | Secundario   | Invitado     | Invitado     |           |
| Julián Rubino         | Jonathan "Jhonny"                   |              |              |              | Principal    |           |
| Belén Chavanne        | Gianina "Nina" Inchausti            |              |              |              | Principal    |           |
| Valentina Zenere      | Alai Inchausti/ Alai Morales Romero |              |              |              | Principal    |           |
| Lucrecia Oviedo       | René Teng                           |              |              |              | Secundaria   |           |
| Belén Persello        | Terra                               |              |              |              | Secundaria   |           |
| Tommy Dunster         | Cristóbal Bauer (adulto)            |              |              |              | Secundario   |           |
| Pochi Ducasse         | Esperanza "Hope" Bauer (anciana)    | Invitada     | Invitada     | Invitada     | Invitada     |           |
| Graciela Pal          | Berta Bauer                         | Secundaria   | Secundaria   |              |              |           |
| Lucrecia Blanco       | Carla Kosovsky                      | Secundaria   | Invitada     |              |              |           |
| Camila Riveros        | Josefina "Ardilla"                  | Secundaria   | Invitada     |              |              |           |
| Gustavo Bonfigli      | Ramón Bueno                         | Secundario   | Secundario   |              |              |           |
| Sergio Bermejo        | Adolfo Pérez Alzamendi              | Secundario   | Secundario   | Invitado     | Invitado     |           |
| Débora Warren         | Julia Elordi/Sandra Rinaldi         | Secundaria   | Invitada     |              |              |           |

#### Participaciones
Temporada 1
- Federico Amador como Álex.
- Fabián Talín como Sergio Elordi.
- Gabo Correa como Malatesta.
- Marcos Woinski como Don Inchausti.
- Tony Lestingi como Ismael Azúcar.
- Luz Cipriota como Brenda Azúcar.
- Marcelo Mazzarello como "El Payaso Llorón".
- Luis Campos como Pedro Rinaldi.
- Adrián Spinelli como Mauro Loyza.
- Giselle Bonafino como Lola.
- Coni Marino como Mercedes Benítez.
- Alejandro Gancé como Marcelo Benítez.
- Dolores Ocampo como Federica.
- Silvina Bosco como Rosalía Ordóñez.
- Dani "La Chepi" como María.
- Luis Gianneo como Ernesto Vico.
- Sofía Elliot como Marilyn.
- Graciela Stéfani como María Laura "Malala" Torres Oviedo Viuda de Santillán. (Personaje de Floricienta)
- Ezequiel Castaño como Alberto "Albertito" Paulazzo.
- Benjamín Rojas como el mismo.
- Solange Verina como ella misma

Temporada 2
- Nicolás Garnier como Hernán.
- Vanesa Leiro como Cheta.
- Calu Rivero como Juliette.
- Aldo Pastur como Francisco Arrechavaleta.
- César Bordón como Terremoto Aguirre / Mauro Talarico
- Eliseo Barrionuevo como César.
- Poli Sallustro como Luisa "Lulú".
- Victoria Maurette como Lic. Fahrenheit
- Claudia Lapacó cómo Dora.

Temporada 3
- Gastón Vietto como Máximo "Max".
- Leandro Coccaro como Evaristo Gorki.
- Grego Rossello como Jerry.
- Pochi Ducasse como Esperanza Bauer.
- Benjamín Rojas como Cacho de Buenos Aires.
- Áxel como el mismo/Tic-Tac.
- Ricardo Montaner como el mismo/Tic-Tac.
- Axel Kuschevatzky como el mismo/Tic-Tac.
- Rafael Ferro como el exnovio de Ariel.

Temporada 4
- Milagros Arricar como Paloma.
- Tobias Bernardez como Tic-Tac (niño)/Bruno Bedoya Agüero.
- Cristian Belgrano como Gonzalo.
- Martina Quesada como Ingrid.
- Jorge Suárez como El Profesor/Thiago Bedoya Agüero (adulto).
- Ezequiel Rodríguez como Kant.
- Lautaro Rodríguez como Hegel.
- Natalia Melcón como Ayelen.
- Luciano Nobile como Joel.
- Marisol Romero como Tamara López Ovalles.
- Augusto Schuster como Pablo "Isla Negri".
- Olivia Viggiano como La Odia Salvajes.
- Perla Bronstein como Perla "Tierra Prometida"

## Localizaciones de filmación
La serie generalmente se filmó en los Estudios Pampa, localizados en Buenos Aires, aunque también algunas escenas se grabaron en las calles de la misma. Durante finales de 2008 el elenco y la producción fueron a filmar los primeros 5 capítulos de la tercera temporada a distintos puntos de las provincias de Mendoza y San Juan. También, para grabar los últimos episodios de la temporada 2009 el equipo fue a la localidad de San Pedro, Buenos Aires. En 2010 para el final de la última temporada, los actores Peter Lanzani, Pablo Martínez y Rocío Igarzábal grabaron en las ruinas de Villa Epecuén.

## Emisión y fracaso internacional

### Emisión nacional
Durante su emisión entre 2007 y 2010, Casi ángeles mantuvo una moderada audiencia. Su primera temporada, estaba dirigida a un público infantil/juvenil, con algunas temáticas para gente un poco mayor. La segunda y tercera temporada, en un intento de ganar más audiencia, fueron orientadas hacia elementos fantásticos (magia y viajes en el tiempo), así como momentos de suspenso. La emisión de su última temporada sufrió diversos problemas, dado que su emisora (Telefe) decidió darle prioridad a la transmisión de la Copa Mundial de Fútbol Sudáfrica 2010, motivo por el cual Casi ángeles estuvo un mes fuera del aire, retomando su emisión una vez finalizado el evento deportivo.
| Temporada | Estreno original    | Final de temporada      | N.º de capítulos | Índice de audiencia promedio |
| --------- | ------------------- | ----------------------- | ---------------- | ---------------------------- |
| 1         | 21 de marzo de 2007 | 15 de noviembre de 2007 | 166              | 12.0                         |
| 2         | 3 de abril de 2008  | 1 de diciembre de 2008  | 160              | 13.6                         |
| 3         | 20 de abril de 2009 | 3 de diciembre de 2009  | 140              | 13.9                         |
| 4         | 12 de abril de 2010 | 29 de noviembre de 2010 | 113              | 11.6                         |

### Fracaso internacional
«Casi ángeles» fue estrenada en algunos países de Latinoamérica, Europa y Medio Oriente por canales de aire y cable, con el objetivo de repetir la estela marcada por anteriores franquicias televisivas de Cris Morena como Chiquititas (1995-2001), Rebelde Way (2002-2003) y Floricienta (2004-2005), sin cumplir con las expectativas previstas. No obstante, Casi ángeles no logró destacar en audiencia y no consiguió repetir el éxito internacional que otras producciones argentinas de la época generaban, siendo considerada la telenovela de Cris Morena que menos logró triunfar en el exterior. Fuera de Latinoamérica, Israel es el único país donde se emitió completa y obtuvo una óptima recepción.
Durante su óptima recepción en Argentina e Israel y el fenómeno generado en ambos países respectivamente, entre 2007 y 2009 se intentó estrenar sin éxito en América Latina a través de las cadenas estadounidenses Jetix y Disney Channel, siguiendo la misma estrategia del éxito continental de anteriores producciones de Cris Morena, Chiquititas (2006) y Floricienta, las cuáles gozaron de una óptima recepción en términos de audiencia y lograron generar una buena aceptación por parte del público en la región latinoamericana entre 2004 y 2007. Sin embargo, pese a las enorme expectativas y a la alta inversión en promoción, al poco tiempo de su debut la serie comenzó a sufrir diversos problemas en el exterior debido al fenómeno mundial de Patito feo (2007-2011) y la preferencia del público fuera de Argentina por la producción de Ideas del Sur.Patito feo era la telenovela juvenil e infantil latinoamericana más vista en aquel momento en todo el mundo, lo que llevó a Casi ángeles a sufrir diversos cambios y modificaciones en su horario en un intento de atraer más público, incluyendo la censura de escenas violentas y de contenido sexual. Tras meses de emisión las dificultades no cesaron y los problemas para Casi ángeles se agravaron considerablemente al no cosechar los resultados esperados en términos de audiencia y generar importantes pérdidas económicas a su distribuidor (Telefe Internacional), mientras que Patito feo continuaba gozando de un éxito multidimensional y cosechando alto índices de audiencia durante las reposiciones de su segunda temporada, los negocios generados por Patito feo a nivel internacional (merchandising, banda sonora, DVD's, giras musicales, libros y videojuegos) también superaban en ventas a los productos generados por la producción de Cris Morena, lo que concluyó con la cancelación definitiva de Casi ángeles tras no generar interés en el público fuera de Argentina, siendo finalmente retirada de la programación de Disney Channel Latinoamérica a finales de 2009 y cancelando la posibilidad de emitir la tercera y cuarta temporada (la cual estaba en producción en Argentina), debido a los bajos índices de audiencia obtenidos y no logrando seguir con el legado que sus antecesoras le habían dejado.
Entre 2009 y 2010, fue estrenada en Italia a través de Cartoon Network y Boing, con el objetivo de repetir la misma estrategia de emisión que anteriormente funcionó con Rebelde Way (emitida a través de Canale Italia y Fox Kids en 2003 y retransmitida por Rai 2 y Rai Gulp entre 2011 y 2013) y posteriormente con el éxito de Floricienta (emitida a través de Cartoon Network y Boing bajo el nombre de Flor, speciale como te). La buena aceptación generada en el público por Rebelde Way dio lugar al éxito del estreno de Floricienta, la cual logró destacar en audiencia y conseguir una buena aceptación del público en la región italiana entre 2008 y 2011, posicionándose como la segunda producción infantil más vista de Italia, superando a ICarly (Nickelodeon) y superada por Patito feo (Disney Channel). Se emitieron en el canal Boing 25 episodios de la primera temporada de Casi ángeles, y ese mismo año fue retirada en su segunda temporada por baja audiencia, siendo sustituida por reposiciones de Patito feo, la cual ya estaba siendo emitida con récords audiencia en Disney Channel y Rai 1 desde 2008, ocupando el primer puesto como producción infantil más vista, generando diversas giras musicales en Europa. Debido al éxito y la preferencia del público por Patito feo, las reposiciones de sus dos temporadas (después de finalizar en Disney) también fueron emitidas en Boing de forma continua hasta tres veces seguidas entre 2010 y 2013, mientras que la emisión de Casi ángeles fue cancelada de forma definitiva. El fenómeno generado en el público dio paso al éxito del estreno de Consentidos, la cual también fue repuesta de forma continua entre 2011 y 2014.
En España, se intentó estrenar principalmente a través de Nickelodeon, utilizando la misma estrategia de emisión que anteriormente funcionó con Rebelde Way (emisión principal por Fox Kids, Cuatro y Localía), así como Floricienta (emitida a través de Disney Channel, Sony Channel y RTVE). Sin embargo, pese a la gran inversión en promoción, Casi ángeles fracasó en audiencia, ocasionando pérdidas a la promotora, sufriendo cambios de horario y canal numerosas veces, obligando a resumir la primera temporada y cancelando la emisión en su segunda temporada por baja audiencia (en Mediaset) debido a la preferencia del público en ese momento por el fenómeno de Patito feo (emisión principal en Disney Channel desde 2008 y reposiciones en Mediaset desde 2010). Patito feo gozó de éxito en audiencia y venta de entradas en numerosos países de Europa y Asia, así como Consentidos, regiones en las cuales fue cancelada la emisión de Casi ángeles debido al poco interés que generaba en el público. El primer y único show del grupo Teen Angels en el Palacio Vistalegre de Madrid en 2010 sufrió una reducción de aforo debido a la baja venta de entradas, siendo considerada por los medios del país como la serie argentina que menos logró triunfar en España, a diferencia del éxito de sus competidoras, principalmente del fenómeno de Patito feo, cuyas protagonistas se encontraban ese mismo año realizando una gira masiva por estadios en Europa, mientras que los planes de gira del grupo Teen Angels fueron cancelados tras fracasar en el continente europeo.
En Brasil, fue transmitida a través de la emisora Bandeirantes (Band), quien emitió un resumen de la primera temporada, la segunda y la tercera temporada por baja audiencia, siendo sustituida por las reposiciones de Isa TKM (2008-2010), la cual era una de las telenovelas juveniles más vistas y exitosas en América Latina en ese momento.

## Team Angels/ Bonus Track
El Team Angels o Bonus Track es un bloque del programa que comenzó a emitirse el 20 de junio de 2008 durante la segunda temporada de la serie en la Argentina y que se emitía al final de cada episodio. Tenía una duración de aproximadamente cinco minutos, aunque durante la segunda temporada hubo siete especiales de una hora duración y en la tercera dos. En este segmento se muestran entrevistas con los actores y creadores, bloopers, el detrás de escena, backstage del Gran Rex, ensayos, real-cam de los actores, cuestionarios, videos de fanes, entre otros.

## Derivaciones
La serie no se limitó a la televisión sino que incursionó en teatro, música, revistas, libros, DVD, utilizando la misma narración exhibida en la televisión.
Durante la primera temporada en Argentina, en 2007, fue llevada al teatro con una producción orientada a «niños, adolescentes y familia» que se llamó Casi ángeles en el teatro y estuvo también protagonizada por Emilia Attias y Nicolás Vázquez seguidos por el elenco de chicos. Esta fue una adaptación de la telenovela. Aparte de la obra teatral, hay libros, página web, discos, una revista y hasta álbum de figuritas, además de propiciar el surgimiento de una banda Teen Angels.
Tanto la segunda, como la tercera y la cuarta temporada teatral fueron destinadas exclusivamente al público adolescente, y contó el protagónico de Emilia Attias, Nicolás Vázquez, Mariano Torre y en el 2010 de la banda Teen Angels.

### Teatro
El musical del programa, protagonizado por el elenco, fue en vivo durante 2007 en los teatros Gran Rex y Luna Park,. Luego, tras ese año la banda "Teen Ángels" comenzó nuevos Tours independientemente de la tira realizando conciertos en Argentina y gran parte del mundo.
El musical correspondiente a la primera temporada, en 2007, logró un total de 150.000 espectadores con más de 50 funciones. Mientras que la segunda, en 2008, obtuvo más de 230.000 espectadores, siendo el segundo récord teatral más importante en la historia del teatro argentino. La tercera temporada, en 2009, contó con un poco más de 100.000 espectadores, siendo el espectáculo más visto del año en el país. Sus números decayeron debido a la epidemia de la gripe A. 
En 2010, el cuarto musical, contó con más de 120.000 espectadores. Siendo la tercera temporada teatral más vista de la saga.

### Libros
El 1 de julio de 2010 fue lanzado Resiste – claves para encontrar tu llave. Este mismo trata los temas sociales, que se pueden ver a lo largo de la serie, incluyendo además transcripciones de los textos ya vistos en el programa. El libro llegó a convertirse en best seller. En 2021, fue lanzado una versión actualizada e ilustrada de Resiste – claves para encontrar tu llave, con más de una docena de los textos ya vistos en el programa. Además con la compra de la nueva edición te regalan una Llave.
El 2 de noviembre de 2010 fue lanzado «Casi Ángeles: La Isla de Eudamon». Este libro está basado en la primera temporada de la serie. También se convirtió en Best Seller.
En diciembre de 2011 sale a la venta el segundo libro de la saga «Casi ángeles: El hombre de las mil caras».
En julio de 2020 fue lanzado «Casi Ángeles: El principito» basado en la tercera temporada de la serie.
En noviembre de 2020 fue lanzado «Casi ángeles: La resistencia» basado en la cuarta temporada de la serie.

### Web
Además de contar con un sitio oficial, la tira creó algunos sitios que aparecían durante el programa, que tomaban a la serie desde un punto de vista real y servían para que la audiencia pudiera interactuar más con el universo de la tira. Por ejemplo, el sitio de Cielo abierto en la cual se podía investigar a la jefa de ministros. Los sitios fueron actualizados durante 2010 para dar pistas sobre la cuarta temporada.

### DVD
Los videoclips que se vieron en cada temporada fueron incluidos junto a las coreografías en una serie de DVD, llamada «Las coreos y los clips de Casi ángeles» (excepto por el primero, el cual se llamó «Los videoclips y las coreos de Casi ángeles»). Además las funciones del Gran Rex de todas las temporadas fueron grabadas y sacadas a la venta en formato DVD junto con extras del backstage.
| N.º | Año  | Nombre                                        | Fecha de lanzamiento                         | Ref.    |
| --- | ---- | --------------------------------------------- | -------------------------------------------- | ------- |
| 1   | 2007 | «Los videoclips y las coreos de Casi ángeles» | 25 de julio de 2007                          | [ 119 ] |
| 2   | 2007 | «Casi ángeles en el teatro Gran Rex»          | 17 de octubre de 2007                        | [ 120 ] |
| 3   | 2008 | «Las coreos y los clips de Casi ángeles»      | 30 de julio de 2008                          | [ 121 ] |
| 4   | 2008 | «Casi ángeles en el teatro Gran Rex 2008»     | 19 de noviembre de 2008                      | [ 122 ] |
| 5   | 2009 | «Las coreos y los clips de Casi ángeles»      | 27 de julio de 2009                          | [ 123 ] |
| 6   | 2009 | «Casi ángeles en el teatro Gran Rex 2009»     | 21 de julio de 2010                          | [ 123 ] |
| 7   | 2010 | «TeenAngels - La historia» (CD + DVD)         | 9 de julio (Gran Rex) y 17 de agosto de 2010 | [ 123 ] |

### Merchandising
Durante la primera temporada, los productos fueron lanzados hacia un público infantil, con juguetes, bicicletas o artículos escolares. Cuando la serie en la segunda temporada se convirtió en una tira orientada a adolescentes los productos también cambiaron hacia los jóvenes. Artículos de papelería, pósteres, postales, muebles, líneas de ropa, perfumes, entre otros productos lanzados durante las temporadas 2 y 3. Además en 2009 se lanzó un videojuego en línea gratuito de baile llamado Audition TeenAngels. El MMORPG fue creado por Axeso 5 siendo lanzado en 2009. También a fines del mismo año fue lanzada una versión limitada de la notebook Lenovo G450, la misma tenía un diseño relacionado con la ficción, además de poseer en su disco contenido del programa. La serie también sacó una revista con contenido del programa.

## Banda sonora
Al igual que como otras producciones de Cris Morena, de la tira se ha desprendido su propia banda, los Teen Angels, disuelta en 2012.
A partir de la segunda temporada, la banda Teen Angels, fue la que realizó gran parte de la musicalización de la serie. Los álbumes TeenAngels 1, TeenAngels 2, TeenAngels 3 y TeenAngels 4 formaron parte de la banda sonora.
También interpretaron temas para la banda sonora los demás integrantes del elenco y la banda MAN que únicamente funcionaba en la ficción. Sólo tres de sus canciones fueron incluidas en los CD de la serie:
"Un día más", incluida en TeenAngels 3, "Dieciséis", incluida en el CD en vivo del show de Israel; y  "Solo amigos", incluida en TeenAngels 4.

## Premios y nominaciones
| Fecha de la ceremonia | Premio                             | Categoría                            | Destinatario         | Resultado |
| --------------------- | ---------------------------------- | ------------------------------------ | -------------------- | --------- |
| 2008                  | Premios Martín Fierro 2007         | Mejor programa juvenil               | Casi ángeles         | Nominada  |
| 2008                  | Premios Martín Fierro 2007         | Mejor actriz protagonista de comedia | Emilia Attias        | Nominada  |
| 2008                  | Premios Clarín espectáculos 2008   | Mejor musicalización                 | Casi ángeles         | Ganador   |
| 2009                  | Premios Martín Fierro 2008         | Mejor programa juvenil               | Casi ángeles         | Ganador   |
| 2009                  | Premios Martín Fierro 2008         | Mejor actor protagonista de comedia  | Nicolás Vázquez      | Nominado  |
| 2009                  | Premios Clarín espectáculos 2009   | Mejor ficción diaria comedia         | Casi ángeles         | Ganadora  |
| 2009                  | Premios Clarín espectáculos 2009   | Mejor obra juvenil                   | Casi ángeles         | Ganadora  |
| 2010                  | El canal de los niños              | Mejor serie extranjera               | Casi ángeles         | Ganador   |
| 2010                  | Premios Martín Fierro 2009         | Mejor programa juvenil               | Casi ángeles         | Ganador   |
| 2011                  | Premios Martín Fierro 2010         | Mejor programa juvenil               | Casi ángeles         | Ganador   |
| 2011                  | Kid's Choice Awards Argentina 2011 | Actor favorito                       | Nicolás Riera        | Nominado  |
| 2011                  | Kid's Choice Awards Argentina 2011 | Programa favorito de TV latino       | Casi ángeles         | Nominado  |
| 2011                  | Kid's Choice Awards Argentina 2011 | Villano favorito                     | Benjamín Amadeo      | Nominado  |
| 2011                  | Kid's Choice Awards Argentina 2011 | Revelación en TV                     | María Eugenia Suárez | Nominada  |
| 2011                  | Kid's Choice Awards Argentina 2011 | Actriz favorita                      | María Eugenia Suárez | Ganadora  |
| 2011                  | Kid's Choice Awards Argentina 2011 | Cantante latino favorito             | Teen Angels          | Ganadores |
| 2011                  | Kid's Choice Awards Argentina 2011 |                                      |                      |           |